# Lodějnoje Pole
Lodějnoje Pole (rusky Лодейное Поле) je město v Leningradské oblasti v Ruské federaci. Při sčítání lidu v roce 2010 mělo přes dvacet tisíc obyvatel.

## Poloha a doprava
Lodějnoje Pole leží na levém, jižním břehu Sviru tekoucího z Oněžského jezera do Ladožského jezera. Od Petrohradu, správního střediska oblasti, je vzdáleno přibližně 240 kilometrů severovýchodně.
Po Sviru zde prochází Volžsko-baltská vodní cesta a Bělomořsko-baltská vodní cesta. Od začátku dvacátého století prochází přes město Murmanská železniční magistrála z Petrohradu do Murmansku.

## Dějiny
Sídlo zde bylo založeno na tehdejší trase do Archangelsku v roce 1702 Petrem I. Velikým, který zároveň založil na Sviru Oloněckou loděnici (pojmenovanou po tehdejším okresním městě, kterým byl Oloněc) pro výstavbu Baltské flotily.
V roce 1785 došlo k povýšení na město.
Za sovětské éry zde byl velký pracovní tábor systému Gulag.

### Rodáci
- Niněl Nikolajevna Kuzminová (1937–2020), architektka
- Sergej Nikolajevič Tarakanov (* 1958), basketbalista